# Spaniens senat
Spaniens senat (spanska: Senado de España), senaten, är överhuset i det spanska parlamentet Cortes Generales. Senaten har 266 medlemmar, vilka sitter i fyraårsperioder. 209 är direktvalda, och de övriga utvalda av landets regioner.

## Sammansättning och funktion
De 266 (sedan år 2016) senatorerna utses på delvis annorlunda vis än ledamöterna (deputerade) i deputeradekammaren. Det sker genom en blandning av direkta och indirekta val, och delvis via provinsernas valda församlingar.
De flesta senatorer väljs till sin post via val till de olika provinsförsamlingarna. I regel utser varje provins fyra senatorer, men i Spaniens öprovinser är fördelningen annorlunda; de fyra största öarna (Gran Canaria, Mallorca och Teneriffa) utser tre senatorer, medan de sju övriga (Ibiza/Formentera, Menorca, Fuerteventura, Gomera, Hierro, Lanzarote och La Palma) var och en utser en senator. Invånarna i Ceuta och Melilla utser två senatorer var.
Dessutom utser de regionala parlamenten ett antal senatorer. Antalet är förutbestämt och är relaterat till antalet invånare i respektive region; utöver den första senatorn kan ytterligare en senator utses per miljon invånare i regionen. Vid regionvalen 2015 utsåg de regionala parlamenten sammanlagt 58 senatorer.

### Utväljande (sedan 2016)
| Av vilka  | Område                 | Antal på varje ställe | Totalt |
| --------- | ---------------------- | --------------------- | ------ |
| väljare   | 47 provinser           | 4                     | 188    |
| väljare   | 3 provinsöar           | 3                     | 9      |
| väljare   | 7 provinsöar           | 1                     | 7      |
| väljare   | 2 plazas mayores       | 2                     | 4      |
| ledamöter | 17 regionala parlament | 1–9                   | 58     |
|           |                        |                       | 266    |

Spaniens senatorer är valda på fyraåriga mandat. Senatorerna som väljs på mandat från de regionala parlamenten kan dock ersättas när respektive parlament finner det lämpligt. Vid valen till senaten ställer kandidaterna visserligen upp som representanter för olika politiska partier, men i röstsammanräkningen räknas varje röst och kandidat för sig. Väljaren har – beroende på provins – en till tre röster att avlägga, så den enskilde väljaren kan också i praktiken rösta på kandidater från olika partier.

## Historik
Ledamöterna i Cortes Generales har (sedan Francisco Francos död och Spaniens återgång till demokrati) utsetts genom allmänna val vid tolv olika tillfällen. Regionalvalen, där en mindre andel av senatorerna utsetts, har arrangerats i anslutning till de allmänna parlamentsvalen och i regel något tidigare. Allmänna val har skett följande år:
- 1977 – Konstituerande parlamentet (Legislatura Constituyente en el Congreso de los Diputados y en el Senado)
- 1979 – I parlamentet (I Legislatura en el Congreso de los Diputados y en el Senado)
- 1982 – II parlamentet
- 1986 – III parlamentet
- 1989 – IV parlamentet
- 1993 – V parlamentet
- 1996 – VI parlamentet
- 2000 – VII parlamentet
- 2004 – VIII parlamentet
- 2008 – IX parlamentet
- 2012 – X parlamentet
- 2015 – XI parlamentet

Ovan listas också den officiella numreringen av varje vald församling. 1977 års val föregick Spaniens författningsreform året efter, vilken bildade grund för den följande parlamentsnumreringen.